# Naoya Tamura
Naoya Tamura (田村 直也 Tamura Naoya?, Tokio, 20 de noviembre de 1984) es un exfutbolista japonés que jugaba como centrocampista.

## Trayectoria

### Clubes
| Club           | País  | Año       |
| -------------- | ----- | --------- |
| Vegalta Sendai | Japón | 2007-2013 |
| Tokyo Verdy    | Japón | 2014-2019 |

## Estadística de carrera

### J. League
| Club           | Año   | J. League | J. League | Copa J. League | Copa J. League | Total | Total |
| Club           | Año   | Part.     | Goles     | Part.          | Goles          | Part. | Goles |
| -------------- | ----- | --------- | --------- | -------------- | -------------- | ----- | ----- |
| Vegalta Sendai | 2007  | 15        | 1         | -              | -              | 15    | 1     |
| Vegalta Sendai | 2008  | 36        | 2         | -              | -              | 36    | 2     |
| Vegalta Sendai | 2009  | 23        | 1         | -              | -              | 23    | 1     |
| Vegalta Sendai | 2010  | 27        | 0         | 5              | 1              | 32    | 1     |
| Vegalta Sendai | 2011  | 19        | 0         | 3              | 0              | 22    | 0     |
| Vegalta Sendai | 2012  | 26        | 1         | 6              | 1              | 32    | 2     |
| Vegalta Sendai | 2013  | 14        | 0         | 1              | 0              | 15    | 0     |
| Tokyo Verdy    | 2014  | 38        | 1         | -              | -              | 38    | 1     |
| Tokyo Verdy    | 2015  | 29        | 1         | -              | -              | 29    | 1     |
| Tokyo Verdy    | 2016  | 33        | 0         | -              | -              | 33    | 0     |
| Tokyo Verdy    | 2017  | 17        | 1         | -              | -              | 17    | 1     |
| Tokyo Verdy    | 2018  | 31        | 0         | 0              | 0              | 10    | 0     |
| Tokyo Verdy    | 2019  | 9         | 0         | 1              | 0              | 10    | 0     |
| Total          | Total | 317       | 7         | 16             | 2              | 312   | 9     |